# La Torre (Socarrats)
La Torre és una casa forta al veïnat de Socarrats camí cap a l'Hostalnou al terme municipal de la Vall de Bianya (la Garrotxa). La torre de planta quadrada podria haver estat bastida a les acaballes del món medieval. La data més antiga que es té d'aquest casal fort és de l'any 1150 en que un tal Bertran de Bacco assisteix, junt amb el vescomte de Bas, Ponç II de Cervera, a l'acte de fer entrega Arnau de Castellar a l'abat fra Pere i el seu monestir de Camprodon de l'alou de Sant Pere de Castellar que injustament tenia.
El conjunt t´planta irregular i està format per la unió d'una torre primitiva amb diversos cossos adossats. Aquesta primera va ser bastida amb carreus molt ben escairats als angles i disposa de planta baixa i dos pisos superiors; el teulat és a quatre aigües i les àmplies obertures de què disposa, foren obertes posteriorment. Té adossat un cos de planta rectangular i teulat a un sol vessant, disposant de baixos. Està voltat de nombroses construccions annexes són cabanes i pallisses fetes de pedra menuda, llevat de les cantoneres.